# Рене 41
Рене́ 41® (інші комерційні назви — англ. René 41, R41, Haynes® R-41) — жароміцний сплав нікелю, розроблений компанією «General Electric». Маркування сплаву за іншими стандартами: UNS N07041, AISI 683, SAE AMS 5712 (болванка), SAE AMS 5545 (лист, смуга, плита) SAE AMS 5800 (зварювальний дріт).
Сплав зберігає високу міцність у діапазоні температур 649…982 °C. Використовується для виготовлення деталей реактивних двигунів і ракет, а також в інших галузях, де потрібна висока міцність за екстремальних температур.
Хімічний склад
|     | Cr      | Ni    | Mo      | Co      | Al     | Ti     | B       | C      | Fe     | Mn     | Si     | S       | Cu     |
| --- | ------- | ----- | ------- | ------- | ------ | ------ | ------- | ------ | ------ | ------ | ------ | ------- | ------ |
| Min | 18.00 % | решта | 9.00 %  | 10.00 % | 1.40 % | 3.00 % | 0.003 % | 0.06 % | --     | --     | --     | --      | --     |
| Max | 20.00 % | решта | 10.50 % | 12.00 % | 1.80 % | 3.30 % | 0.01 %  | 0.12 % | 5.00 % | 0.10 % | 0.50 % | 0.015 % | 0.50 % |

Властивості:
- густина ρ = 8249 кг/м³;
- температура плавлення 1316/1371 °C;
- теплопровідність (при 149 °C) 11,5 Вт/мК[2];
- модуль Юнга E = 2,18·105 (при 27 °C) і E = 1,6·105 (при 871 °C);
- границя плинності σпл = 1062 МПа (при 21 °C) і σпл = 552 МПа (при 871 °C);
- границя міцності при розтягу σв = 1420 МПа (при 21 °C) і σв = 621 МПа (при 871 °C).

Відомим застосуванням сплаву було його використання при виготовленні зовнішньої оболонки капсул «Меркурія» (перша пілотована космічна програма США), а також у конструкції корпуса експериментальних бомбардувальників XB-70 Valkyrie ВПС США.